# 東員郵便局
東員郵便局（とういんゆうびんきょく）は三重県員弁郡東員町にある郵便局。民営化前の分類では集配普通郵便局であった。

## 概要
住所：〒511-0299 三重県員弁郡東員町大木下仮宿2212

## 沿革
- 1874年（明治7年）2月20日 - 南大社（みなみおおやしろ）郵便取扱所として開設[1]。
- 1875年（明治8年）1月1日 - 南大社郵便局（五等）となる。
- 1885年（明治18年）10月1日 - 貯金取扱を開始。
- 1898年（明治31年）11月16日 - 為替取扱を開始。
- 1909年（明治42年）6月1日 - 大長（おおなが）郵便局に改称。
- 1955年（昭和30年）8月16日 - 東員郵便局に改称[2]。
- 1970年（昭和45年）11月28日 - 電話交換業務を桑名電報電話局に移管。
- 1974年（昭和49年）4月 - 局舎落成。
- 1993年（平成5年）4月12日 - 東員町南大社から同町大木に移転。同日、員弁郵便局から集配業務を移管。なお移転前の局舎は、そのまま東員南大社簡易郵便局として利用されている。
- 1993年（平成5年）9月1日 - 特定郵便局から普通郵便局に局種別改定。
- 2000年（平成12年）8月14日 - 外国通貨の両替および旅行小切手の売買に関する業務取扱を開始。
- 2004年（平成16年）1月1日 - 員弁上笠田簡易郵便局の一時閉鎖[3]に伴い、取扱事務を承継[4]。
- 2004年（平成16年）4月1日 - 員弁大泉簡易郵便局の一時閉鎖[3]に伴い、取扱事務を承継[5]。
- 2007年（平成19年）10月1日 - 民営化に伴い、併設された郵便事業東員支店に一部業務を移管。
- 2012年（平成24年）10月1日 - 日本郵便株式会社発足に伴い、郵便事業東員支店を東員郵便局に統合。
- 2016年（平成28年）8月29日 - 北勢郵便局および藤原郵便局から集配業務を移管。

## 取扱内容
- 郵便、印紙、ゆうパック、内容証明
- 貯金、為替、振替、振込、国際送金、国債、投資信託
- 生命保険、バイク自賠責保険、自動車保険
- ゆうちょ銀行ATM
- 「511-02xx」「511-04xx」「511-05xx」区域（員弁郡東員町内全域およびいなべ市内全域）の集配業務
- ゆうゆう窓口

## 周辺
- 戸上川（員弁川の支流）

## アクセス
- 三岐鉄道北勢線 大泉駅から南東へ約900m（徒歩約10分）
- 三重交通バス 東員郵便局前停留所、東員町オレンジバス 東員郵便局停留所下車
- 東名阪自動車道 桑名ICから北西へ約7.5km
- 駐車場あり：12台